# Cucina lionese

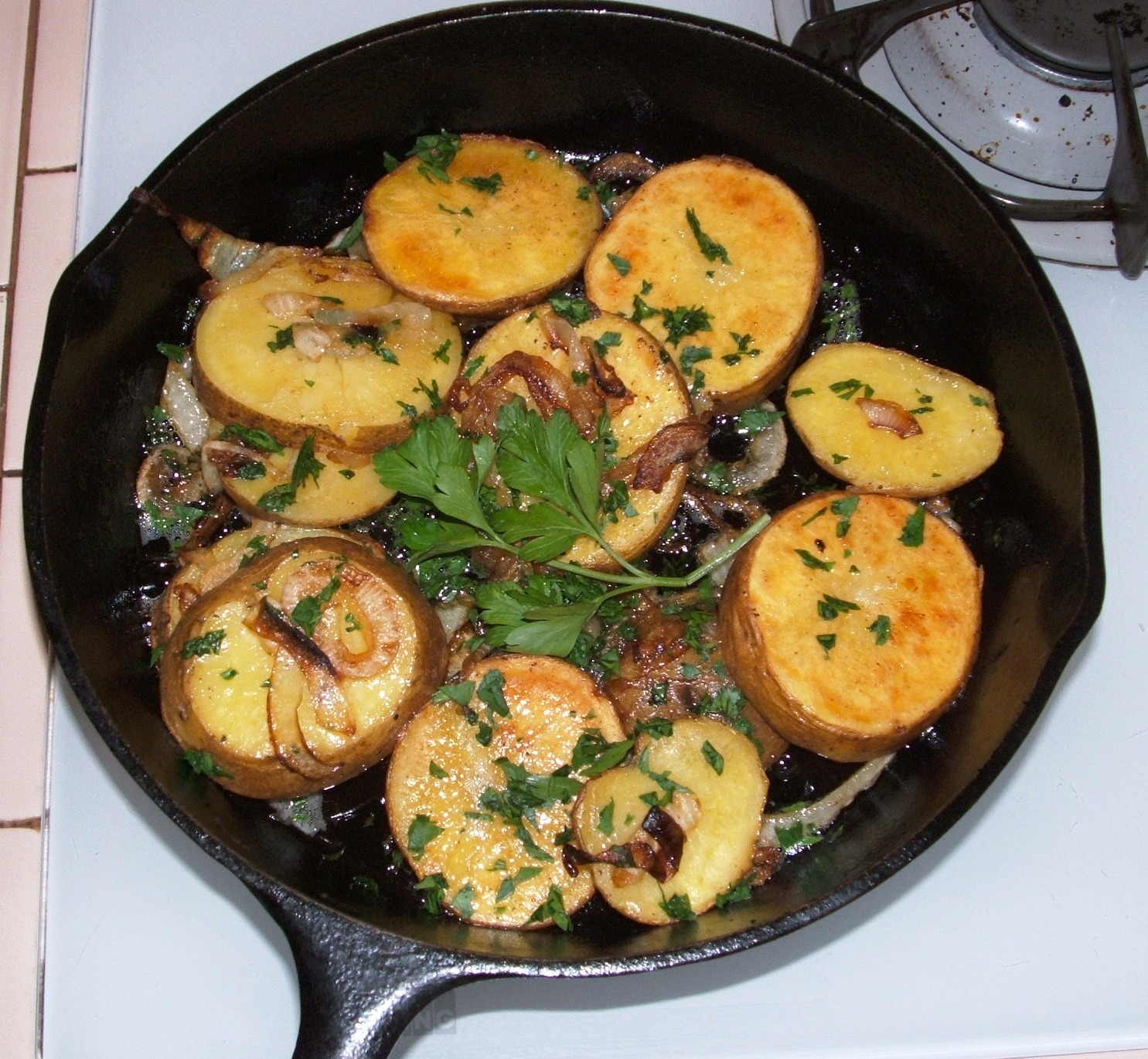
Patate alla lionese

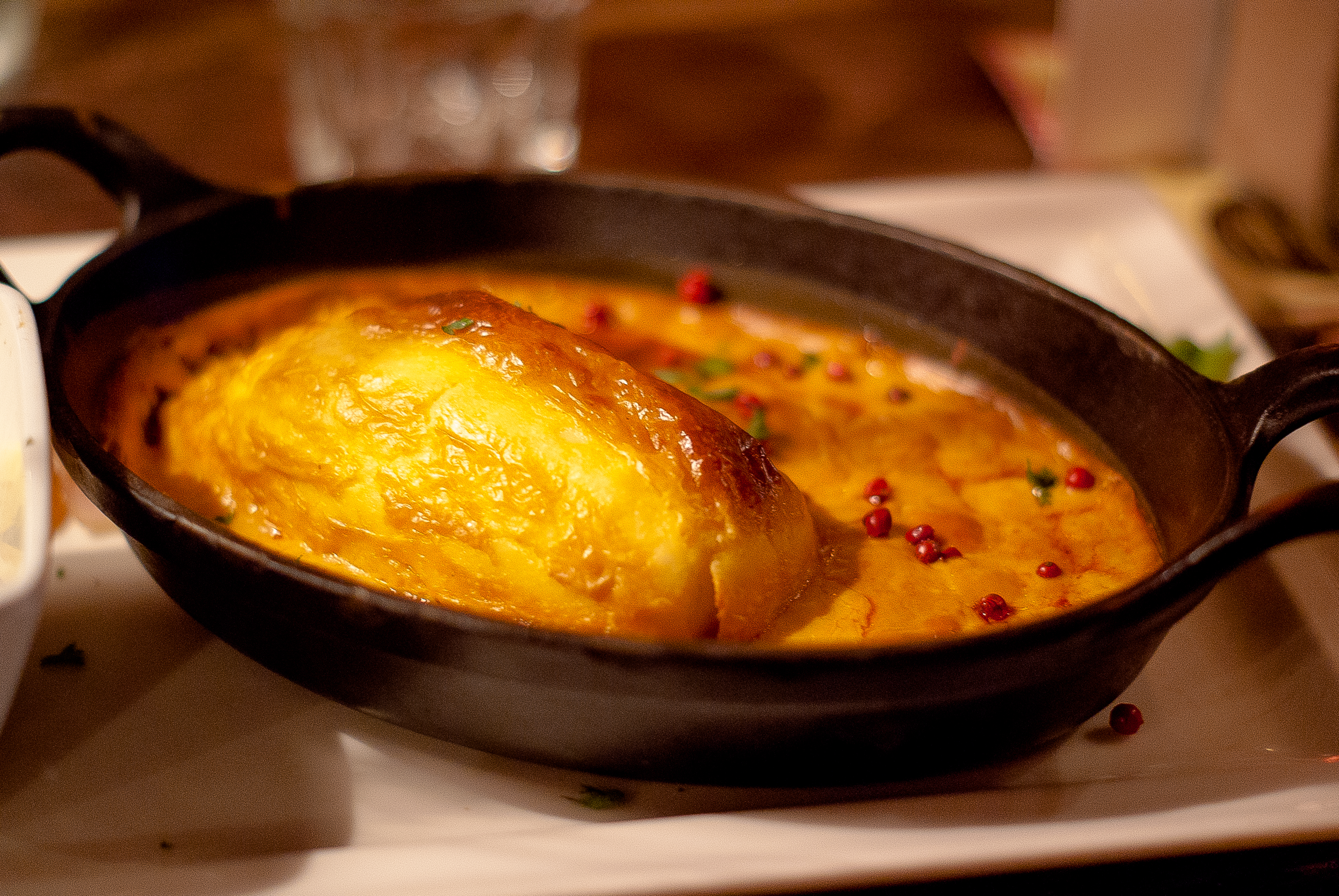
Quenelle nella salsa Nantua

La cucina lionese è la cucina tipica di Lione in Francia che comprende le tradizioni e pratiche culinarie della città.
La cucina lionese è un incrocio tra molte tradizioni culinarie regionali. Le verdure estive dalle fattorie di Bresse e Charolais, pesce di lago dalla Savoia, frutta e verdura primaverile da Drôme e Ardèche, vini da Beaujolais e dalla valle del Rodano.

## Piatti tradizionali di Lione
- Rosette lyonnaise
- Saucisson de Lyon (salsa)
- Andouillette
- Coq au vin
- Gras double (tripe cucinata con cipolle)
- Insalata lionese
- Marrons glacés
- Coussin de Lyon
- Cardon au gratin
- Cervelle de canut
- Patate alla lionese
- Salsa lionese
- Sabodet
- Quenelle